# Margot Kågström-Wennerström
Margot Ingeborg Kågström-Wennerström, född 26 september 1926 i Skellefteå landsförsamling, död 19 oktober 2016 i Skellefteå Sankt Örjans distrikt, var en svensk målare, inredningsarkitekt, konsthantverkare och textilkonstnär. 
Kågström-Wennerström växte upp i Skelleftehamn som dotter till Paul och Ingeborg Kågström och gifte sig 1954 med Bo Wennerström (1929–2015). Hon studerade fyra år vid Konstfackskolan och två år vid Högre konstindustriella skolan i Stockholm. Bland hennes offentliga arbeten märks utsmyckningar för Skellefteå brandstation, Skellefteå gatukontor, Skelleftehamn Sporthall, FOA och Umeå lasarett. Hon etablerade 1966 en egen ateljé med inriktning på textila bilder, målningar och formföremål i trä. Hon tilldelades Skellefteå kommuns kulturstipendium 1975 och Västerbottens landstings kulturstipendium 1978. Kågström-Wennerström är representerad vid Hälsinglands museum i Hudiksvall, Statens konstråd, Mo i Rana i Norge och i ett flertal kommuner och landsting. Makarna Wennerström är begravda på Sankt Örjans kyrkogård i Skelleftehamn.

### Fotnoter
1. ↑  Minnessida Fonus
2. ↑  Margot Kågström-Wennerström Arkiverad 2 december 2016 hämtat från the Wayback Machine. Norran.se 27 oktober 2016
3. ↑  Bo Wennerström Sydsvenskan 23 januari 2015. Läst 1 december 2016.
4. ↑  Margot Ingeborg Kågström Wennerström och Bo Helge Wennerström på Gravar.se